# 도하초등학교
도하초등학교는 대한민국 충청남도 천안시 서북구에 있는 공립 초등학교이다.

## 학교 연혁
- 1947년 9월 16일: 개교
- 1981년 6월 1일: 병설유치원 개원
- 1996년 3월 1일: 도하초등학교로 개칭
- 2015년 2월 14일: 제67회 졸업
- 2015년 3월 1일: 6학급 편성, 병설유치원 1학급
- 2017년 2월 10일: 제69회 졸업
- 2017년 3월 1일: 6학급 편성, 병설유치원 1학급
- 2018년 12월 28일: 제71회 졸업
- 2019년 3월 1일: 6학급 편성, 병설유치원 1학급

## 참고 자료
- 도하초등학교 - 한국교육학술정보원 학교알리미